# マンコ・カパック

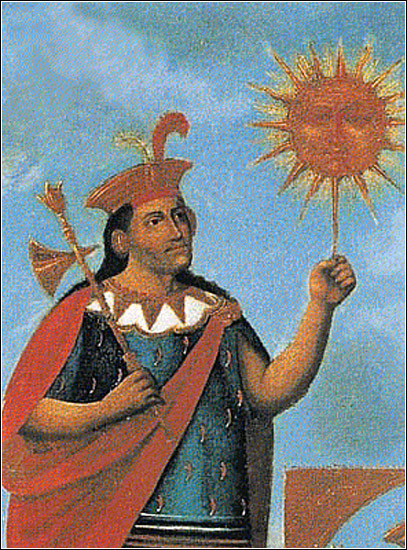
マンコ・カパック

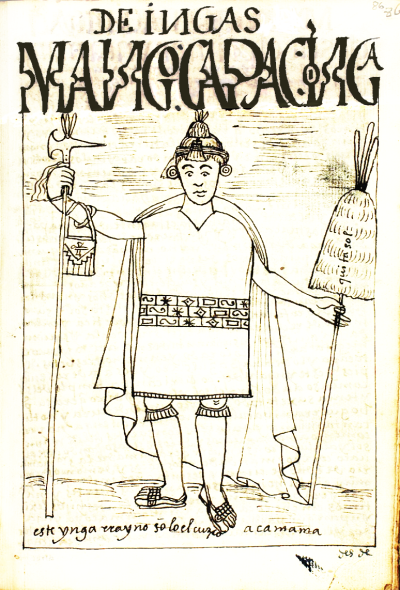
マンコ・カパック（ワマン・ポマによる17世紀ごろの絵画）

マンコ・カパックまたはアヤ・マンコ（ケチュア語: Manqu Qhapaq・Ayar Manqu、西: Manco Cápac・Ayar Manco、1200年前後）は、インカ神話によるクスコ王国の初代国王である。マンコ・カパックの出自については複数の伝承が伝えられている。Manqu Qhapaq とは、「素晴らしき礎」の意である。
また、ペルーにある国際空港の「インカ・マンコ・カパック国際空港」の名前の元となった人物でもある。

## インティ伝説
マンコは太陽神インティ (Inti) の息子にして天の神パチャカマック (Pachacamac) の兄弟とされており、自身は炎と太陽神として崇拝されたという神話がある。このインティ伝説によると、太陽の神はマンコとその兄弟たちをパカリタンボ (Pacaritambo) という洞窟からこの世に遣わした。インティはタパク・ヤウリ (Tapac Yauri') と呼ばれる金の杖を与え、その杖が地面に沈む地に太陽の神殿を作るように指示した。彼らは地下の洞窟を通ってクスコに行き、父インティを讃える神殿を建設した。クスコへの旅の途中、兄弟のひとりと姉妹のひとりは石になり、偶像（ワカ : Huaca）になった。なお、洞窟からではなくチチカカ湖の水中から現れたとされている異伝がある。

## ビラコチャ伝説
ビラコチャ (Wiracocha) 伝説によると、アヤ・マンコ（Ayar Manco 、マンコ・カパック）はビラコチャの子供で、クスコの25km南にあるパカリ・タンプ (Paqariq Tanpu') という所で兄弟姉妹達と暮らしていた。アヤ・マンコは、彼の兄弟であるアヤ・アンカ (Ayar Anca) 、アヤ・カチ (Ayar Kachi)、アヤ・ウチュ (Ayar Uchu)、姉妹であるママ・オクリョ (Mama Ocllo)、ママ・ワコ (Mama Waqu)、ママ・ラウア (Mama Rawa)、ママ・クラ (Mama Cura) と、途中で遭遇した他の部族の人々を統合しながら旅を続け、クスコの谷の部族を征服しようとした。この時、支配者の象徴である金の杖が父ビラコチャによりアヤ・マンコに与えられたとされるが、一説には若きアヤ・マンコは嫉妬深く、兄を裏切り殺してクスコの支配者になったとされる。

## その後
およそ40年間クスコ王国を統治し、法の規定を整備し、人身御供を廃止したと考えられている。 法規上は、人が自分の姉妹と結婚するのを禁じていたが、彼が姉妹であるママ・オクリョと結婚したため、これらの法はインカの貴族には適用されなかった。彼女との間には、次のインカ皇帝となったロカ（シンチ・ロカ）という息子がいた。 一説では1107年に死亡したとされているが、一般的には1230年頃まで支配したと考えられている。
なお、インカ皇帝 (Sapa) の称号が制定される前に統治していたため、彼の称号は「カパック」（およそ将軍という意味か）である。